# 莫羅文化

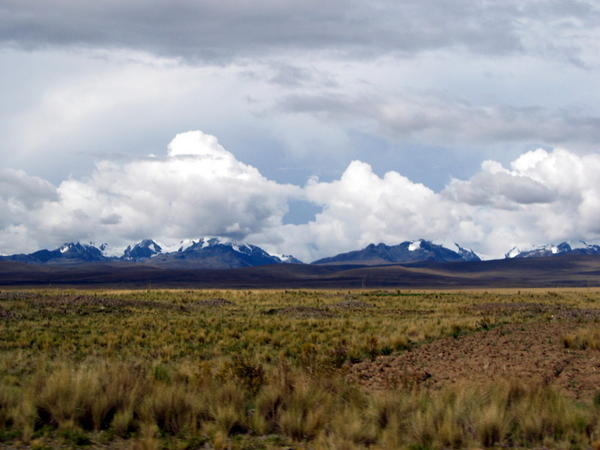
從玻利維亞阿爾蒂普拉諾高原觀看瑞阿爾山脈山峰。

莫羅文化出現於玻利維亞阿爾蒂普拉諾高原，在蒂亞瓦納科文化滅亡後誕生，存在於1000年與1500年之間；它比印加文明更早。雖然莫羅文化在房屋及村落建築顯示出後蒂亞瓦納科文化的延續，他們沒有留下金字塔。莫羅文化崇拜美洲豹。

## 考古學
莫羅文化其中一個最好的體現場地是的的喀喀湖東北伊斯坎瓦雅（Iskanwaya）遺址，它位於瑞阿爾山脈，里奧利卡（Rio Llica）之上250（820英尺）(15°21′S 68°32′W / 15.350°S 68.533°W)。穆涅卡斯县內的伊斯坎瓦雅，距離拉巴斯325（202英里）。當地從1145年活躍到1425年，該城建於平台上，以自來水而著稱。過百幢建築、各街道和廣場至今仍然存在。莫羅的街道呈東西走向。他們的房屋呈長方形並並在露台周圍分組。農業模式包括梯田和灌溉。
其他莫羅遺址，包括Piniqo和Khargi，出現了與伊斯坎瓦雅相同的定居特色，瓦曼（Wamán）是一個具有同樣梯田模式的古老農業據點。今天的查拉薩尼村落擁有一個莫羅文化考古遺址——Mallku Janalaya遺址。

## 民族學
卡拉瓦亞族（Kallawaya），一個漫遊的走药民族，就是屬於莫羅文化。

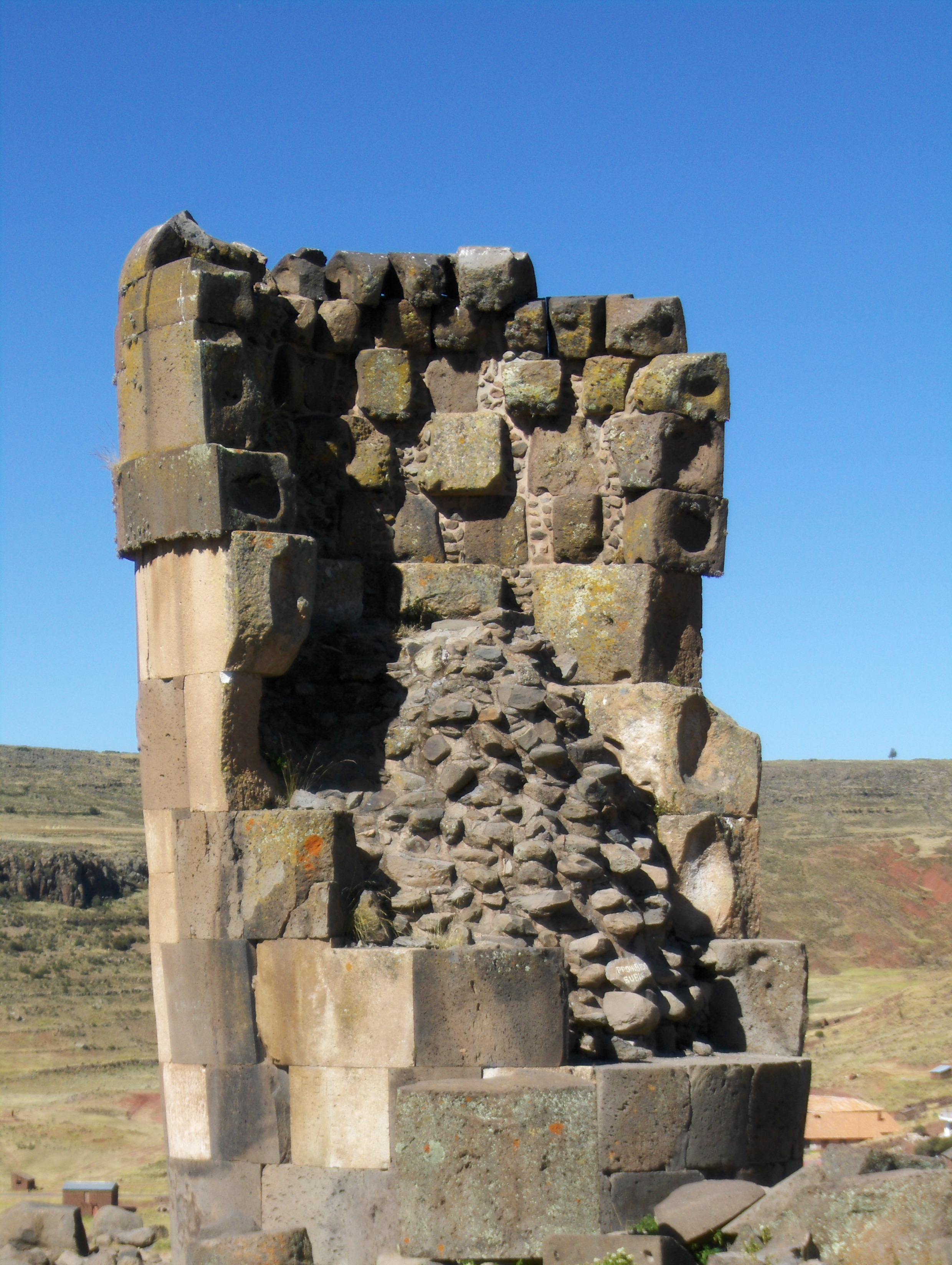
秘魯的的喀喀湖附近的一座「楚琶」（chullpa）

莫羅文化由其陶瓷定義。那裡發現了鞋罐，墳墓罐，花瓶和浸漬器皿，而它們不是純色就是在紅黏土上塗上黑白色。他們創造了一種獨特的飲用器皿，內置飲管。部分瓷器現今可以遠至布拉格納普斯泰克博物館也找到。
葬禮是將單身成年人安葬在石頭或土坯建造的「楚琶」（chullpa）殯儀塔中，而在房屋地板下的墳墓中發現了嬰兒骨骼。

## 延伸閱讀
- MacKay, W. I. (1988). An appraisal of the Mollo Culture of Bolivia. Oxford: BAR. OCLC 	230446199
- Arellano López, J. (1985). Mollo, investigaciones arqueológicas. La Paz, Bolivia: Impr. Nacional. OCLC 13064940 （西班牙語）

## 外部連結
- Photo （页面存档备份，存于）